# Cucina romaní
La cucina romaní, a volte chiamata in modo denigratorio "cucina zingara", è la cucina del popolo rom. Non esiste una "cucina rom" specifica; varia poiché è culinariamente influenzata dai rispettivi Paesi in cui i rom hanno vissuto per secoli. Quindi è influenzata dalla cucina europea, anche se i rom sono originari del subcontinente indiano. La loro cucina incorpora influenze indiane e dell'Asia meridionale, ma è anche molto simile alla cucina ungherese, ebraica, orientale e rumena. La cucina dei rom musulmani è influenzata anche dalla cucina balcanica e dalla cucina turca.

## Panoramica

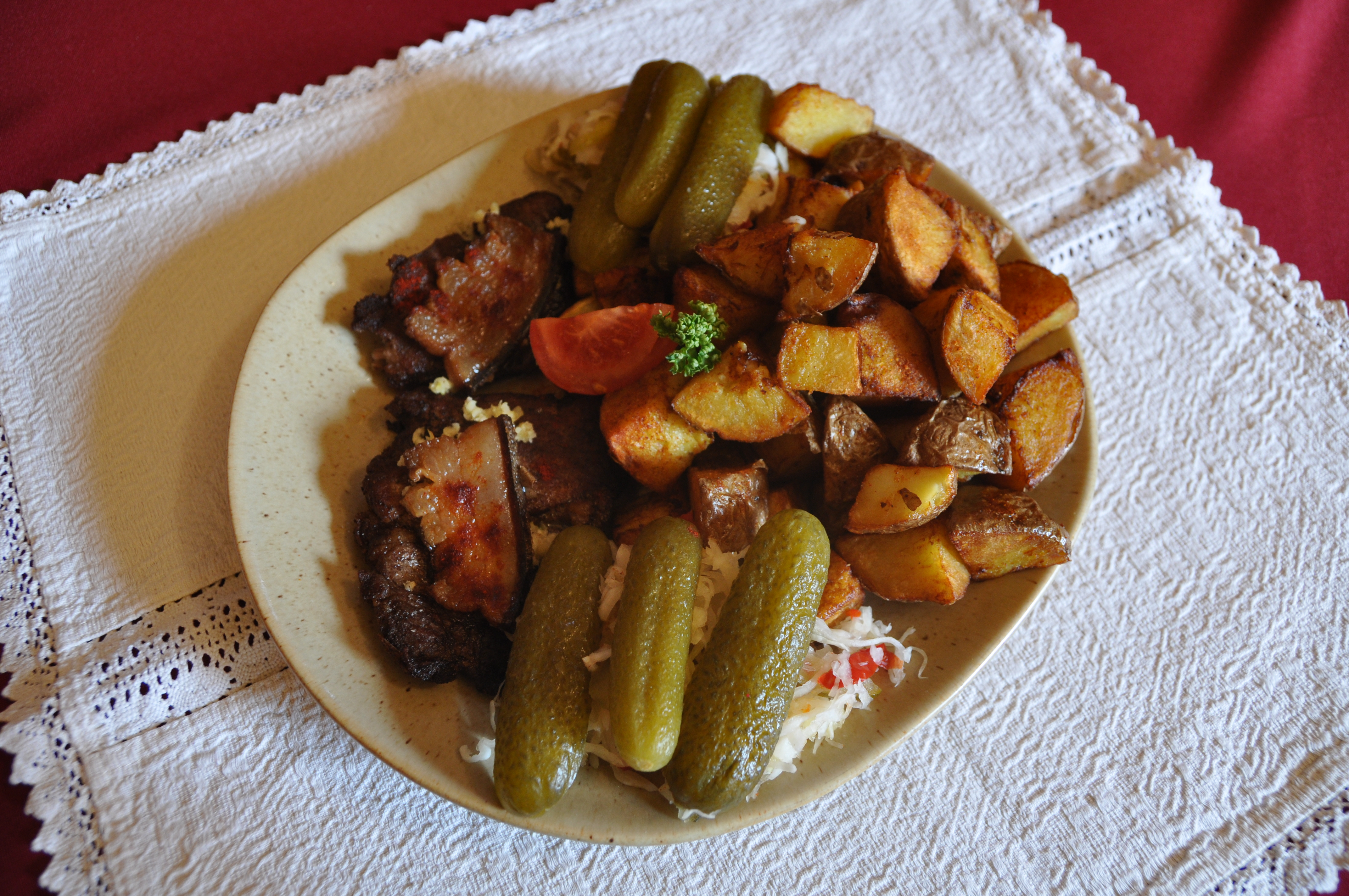
Ciganypecsenye

I piatti romaní sono solitamente resi piccanti e speziati con l'uso di spezie, quali paprika, aglio e peperoni. Le patate rappresentano altresì un alimento base nella loro dieta. Un dolce tradizionale rom è il pirogo, la cui ricetta è composta da uova, uvetta, noci, ananas, zucchero, burro, pasta all'uovo e ricotta. Un altro piatto tradizionale rom è il sarma, salmaia o sodmay, che è a base di cavolo ripieno di carne e riso. I romaní consumano piatti a base di peperoni ripieni,bistecche impanate ,lasagne ,fagioli ,stinco di maiale con patate  soprattutto nei giorni festivi e nelle occasioni speciali. I rom cucinano anche il pufe (a base di farina fritta), lo xaritsa (pane di mais fritto), il bogacha (pane cotto) e lo xaimoko (un pasto a base di carne di coniglio). Servono i loro pasti con kafa (caffè) e chao (tè) con zucchero e latte o limone. A Maribor, in Slovenia, c'è un ristorante rom chiamato Romani Kafenava. Alcuni rom europei nomadi cucinano stufato di riccio.

## Elenco di piatti romaní

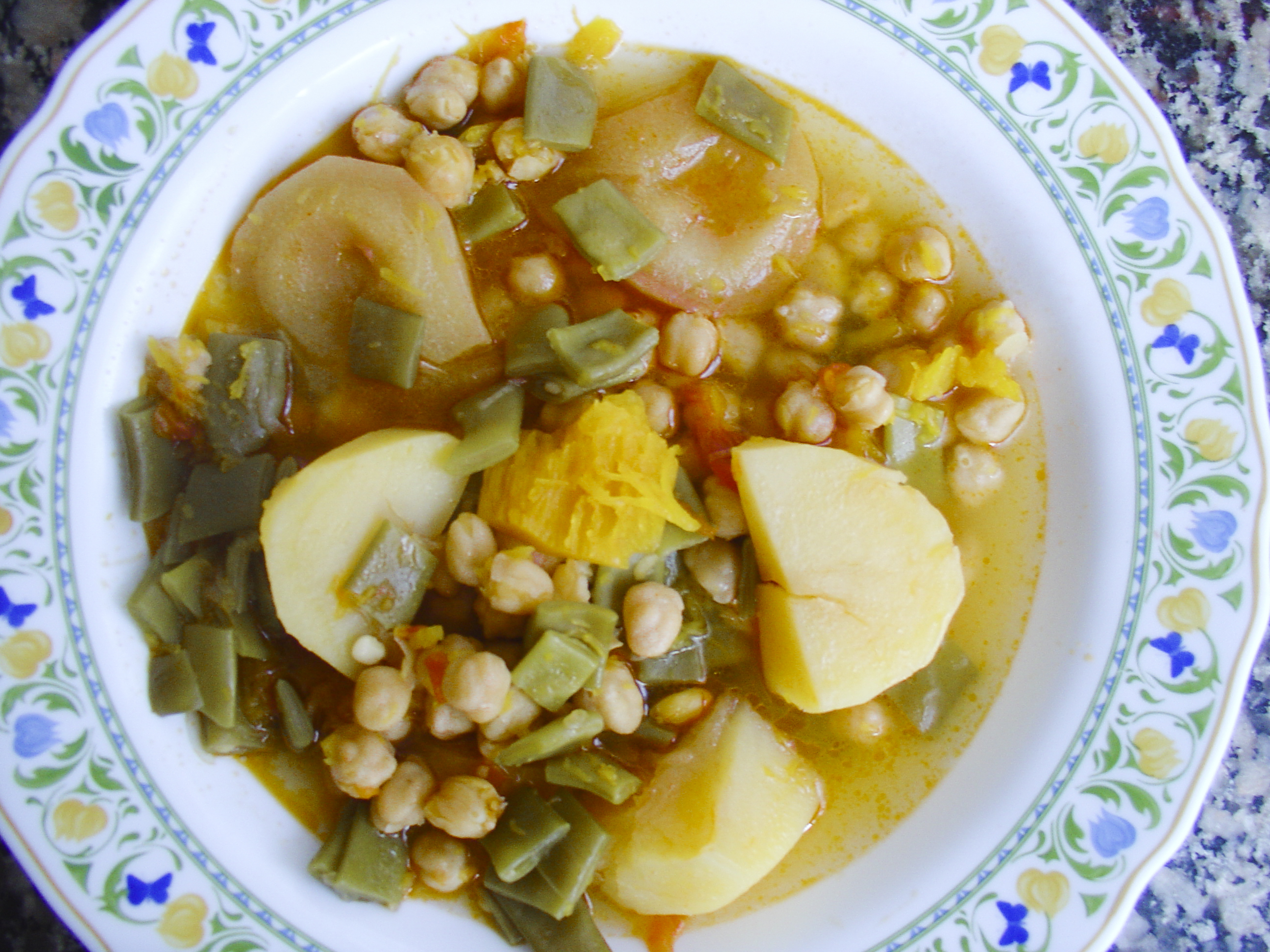
Olla gitana

- peperoni ripieni
- pufè
- pedogo
- xaritsa
- xaimoko o hymoko
- gulasch
- ciganyturo
- bogacha
- ciganypecsenye
- sarma o sodmay
- sax suklo
- polenta
- kugel
- borek
- kofta
- pilaf
- stufato di coniglio
- rigo jancsi
- baklava
- riccio al forno
- shakshoka
- olla gitana
- mamaliga[6]
- schnitzel (cotoletta)